# 楽業県
楽業県（らくぎょう-けん）は中華人民共和国広西チワン族自治区百色市に位置する県。
隣接する鳳山県と共に「楽業・鳳山ユネスコ世界ジオパーク」に指定されている。

## 行政区画
- 鎮:同楽鎮、甘田鎮、新化鎮、花坪鎮
- 郷:邏沙郷、邏西郷、幼平郷、雅長郷